# Grand Marsh
Grand Marsh – jednostka osadnicza w Stanach Zjednoczonych, w stanie Wisconsin, w hrabstwie Adams.